# Epilobium keredjense
Epilobium keredjense là một loài thực vật có hoa trong họ Anh thảo chiều. Loài này được Bornm. & Gauba mô tả khoa học đầu tiên năm 1942.